# Berenguer de Palou I
Berenguer de Palou I (†1206) bisbe de Barcelona.Successor de Ramon de Castelvelli canonge de la seu barcelonina abans de ser nomenat bisbe el 1200.
Sostingué conflictes amb els monestirs de monestir de Sant Pere de les Puel·les i de l’Hospital, que es negaven a pagar el delme i a retre homenatge a la seu de Barcelona. El papa Innocenci III es pronuncià a favor del bisbe el 1205
Autoritzà la confraria de sabaters de Barcelona la construcció de l’altar de Sant Marc a la seu i tingué la intenció de crear la Casa de la Caritat, tasca que portà a terme el seu successor.